# Simon Dawkins
Simon Jonathan Dawkins (* 1. Dezember 1987 in Edgware) ist ein ehemaliger englisch-jamaikanischer Fußballspieler. Dawkins entstammt der Jugendabteilung von Tottenham Hotspur, bei denen er, von einer kurzen Zeit als freier Spieler abgesehen, bis Anfang 2014 unter Vertrag stand. Dawkins konnte sowohl die Außenbahnen als auch die offensive Mittelfeldposition bespielen und wurde zum Teil auch als echter Stürmer eingesetzt.

## Karriere
Dawkins trat 2004 der Nachwuchsabteilung des Premier-League-Klubs Tottenham Hotspur bei. Im Jahr 2008 stieß er in Profikader vor und stand in der ersten Runde des UEFA Cups im Kader. Zu weiteren Einsatzmöglichkeiten kam Dawkins allerdings vorerst nicht, ehe er im Juli 2008 für ein halbes Jahr an Drittligist Leyton Orient verliehen wurde. Bei Orient gab er sein Liga- wie auch sein Pokaldebüt und kam so insgesamt auf zwölf Einsätze.
Sein im Sommer 2009 auslaufender Vertrag wurde jedoch nicht verlängert, sodass Dawkins sich vorerst nach einem neuen Arbeitgeber umsah. Nach einem Probetraining bei Racing Straßburg und einer Verletzung entschloss sich Dawkins, ohne Vertrag am Training der Spurs teilzunehmen. Nach weiteren Trainings bei Celtic Glasgow und dem AFC Bournemouth und dem fortgesetzten Training in Tottenham wurde er dort im März 2011 mit einem neuen Profivertrag belohnt, der bis Juni 2013 Gültigkeit besaß.
Bereits einen Tag nach Unterzeichnung des neuen Vertrags wurde Dawkins in die US-amerikanische Major League Soccer an die San José Earthquakes verliehen. Mit der Mannschaft sicherte sich Dawkins in der zweiten Saison das MLS Supporters’ Shield, das an die in der Saison punktbeste Mannschaft vergeben wird. In den anschließenden Play-offs scheiterten die Earthquakes im Viertelfinale. Nach 53 Spielen und 14 erzielten Toren kehrte Dawkins im Januar 2013 nach England zurück.
Am letzten Tag der Transferperiode wurde er für den Rest der Saison 2012/13 an Tottenhams Ligakonkurrenten Aston Villa verliehen, wo er wenig später sein Debüt in der Premier League gab.
Am 3. Januar 2014 wechselte Dawkins zum Zweitligisten Derby County.
Am 6. Januar 2016 wechselte Dawkins in die Major League Soccer zu den San José Earthquakes. Von den USA wechselte er wieder zurück auf die Insel zu Ipswich Town, sein Engagement dauerte nur ein halbes Jahr, er kam nur auf zwei Einsätze. Nach drei vereinslosen Jahren wechselte Dawkins zurück in die MLS, bei Monterey Bay kam er in zwei Jahren auf 41 Einsätze und zwei Tore. Am 1. August 2024 beendete er seine Karriere im Alter von 36 Jahren.
Derzeit ist Simon Dawkins Technischer Direktor bei Monterey Bay.

## Persönliches
Dawkins war für die Jamaikanische Nationalmannschaft spielberechtigt, da seine Großeltern von der Karibikinsel nach England kamen, und möchte laut eigener Aussage gerne für diese auflaufen.

## Erfolge
- MLS Supporters’ Shield: 2012